# Các nhóm Lòng chảo
Các nhóm Lòng chảo là thuật ngữ để chỉ 9 đơn vị phân chia nhỏ hơn và không chính thức của niên đại địa chất của Mặt Trăng thời kỳ kỷ Tiền Nectaris.

## Định nghĩa
Động cơ thúc đẩy của việc tạo ra các đơn vị phân chia nhỏ của đại Nhóm Lòng chảo là việc xếp đặt 30 thung lũng va chạm Tiền Nectar thành 9 nhóm niên đại tương đối. Niên đại tương đối của lòng chảo đầu tiên trong mỗi nhóm dựa trên mật độ của hố và các quan hệ chồng chập, trong khi các lòng chảo khác được đưa vào dựa trên các lớp đất đá yếu hơn. Nhóm lòng chảo 1 không có niên đại chính thức cho lớp đáy của nó, và ranh giới giữa nhóm lòng chảo 9 và kỷ Nectaris được xác định bằng sự hình thành của lòng chảo va chạm Nectaris.
Niên đại của lòng chảo Nectaris ở một mức độ nào đó là gây bất đồng, với con số thường xuyên được trích dẫn đưa ra giá trị 3,92 tỷ năm (Ga), hay không thường xuyên được trích dẫn là 3,85 Ga. Tuy nhiên, gần đây người ta cho rằng lòng chảo Nectaris trên thực tế có thể cổ hơn nhiều và có lẽ đã được hình thành vào khoảng 4,1 Ga. Các nhóm lòng chảo không được sử dụng như là các thời kỳ địa chất tại bất kỳ bản đồ địa chất Mặt Trăng nào của Cục trắc đạc địa chất Hoa Kỳ (USGS). Các nhóm lòng chảo 1-9 và đại Cryptic (không chính thức) sớm hơn hợp thành kỷ Tiền Nectaris.

## Quan hệ với niên đại địa chất Trái Đất
Do có rất ít hoặc không có chứng cứ địa chất trên Trái Đất tồn tại trong thời gian kéo dài qua kỷ tiền Nectaris trên Mặt Trăng, nên kỷ Tiền Nectaris đã được sử dụng như là chỉ dẫn của ít nhất là một công trình khoa học đáng chú ý để phân chia liên đại Hỏa Thành (không chính thức) trên Trái Đất. Cụ thể là đôi khi người ta cũng tìm thấy là liên đại Hỏa Thành được phân chia ra thành đại Cryptic và các nhóm Lòng chảo 1-9, kỷ Nectaris và kỷ Imbrium Sớm.